# 국제질병분류
질병 및 관련 건강 문제의 국제 통계 분류(영어: The International Statistical Classification of Diseases and Related Health Problems, ICD), 흔히 국제질병분류(영어: International Classification of Diseases, ICD)는 사람의 질병 및 사망 원인에 관한 표준 분류 규정으로 세계 보건 기구에서 발표하는 자료이다. 과거의 정식명칭을 번역한 국제질병사인분류로 부르기도 한다. 국제질병분류는 실제 법에 적용되는 것이 아닌, 그저 권고일 뿐이다.

## 역사
첫 판은 사람의 사인에 대한 목록으로 국제통계기구에서 1893년에 채택되었다. 세계보건기구는 1948년 6차 개정판부터 관여하기 시작했는데 처음으로 질병 감염 원인을 포함해서 발표했다. 세계보건총회에서는 1967년에 모든 회원국들에 의해 세계보건기구에서 감염과 사망 통계 규격을 정의한 현재 판을 채택했다.
현재 쓰이고 있는 ICD-10 분류는 1980년대에 시작된 이래 최신판으로, 1990년 5월 세계보건총회 43개 국가에서 승인되었고, 1994년에는 세계 보건 기구 회원국에서 사용하기 시작했다.

## ICD의 버전

### ICD-6
ICD-6은 1949년에 출판되었으며 병적 상태를 보고하는데 적절한 최초의 ICD이다.

### ICD-7
1955년 2월 WHO의 주관 하에 파리에서 ICD 제 7판에 대한 국제 콘퍼런스가 개최되었다.

### ICD-8
1965년 7월 6일부터 12일까지 WHO 주관 하의 8번째 개정안 콘퍼런스가 제네바에서 개최되었다.

### ICD-11
세계보건기구(WHO)는 2018년 6월 18일, 개정된 11차판을 공포했다. 신규 공포에서는 게임 의존 현상이 게임 장애(Gaming Disorder)로서 분류에 추가됐다. 이번 공포된 기준은 2022년부터 효력을 발휘한다.

## 정의
국제질병분류는 인류의 건강 관리와 처치를 목적으로, 일반적인 대부분의 감염성 질환을 정의한 국제 표준 분석 기준이다. 여기에는 인구 밀집지에서 일반적인 건강 상황 분석과 질병 감염 추적, 전염 상태와 성격 등과 같은 여러 가지 관계에 있어 자원을 할당하고 기준안을 제시했다.
이 분류는 질병과 사망을 포함한 건강 상 여러 형태에 따라 기록된 문제를 분류한다. 임상 병리학적인 목적으로 세계 보건 기구 회원국 간 국가별 질병 감염과 사망에 관한 통계자료를 제공한다.

## 대한민국에서의 사용
대한민국에서는 한국표준질병·사인분류(KCD)를 개발하여 쓰고 있다.

## 미국에서의 사용
| - ICD-1 – 1900 - ICD-2 – 1910 - ICD-3 – 1921 - ICD-4 – 1930 - ICD-5 – 1939 | - ICD-6 – 1949 - ICD-7 – 1958 - ICD-8A – 1968 - ICD-9 – 1979 - ICD-10 – 1999 |

## 같이 보기
- 한국표준질병사인분류
- 한국표준질병사인분류 (한의)
- DSM(정신질환 진단 및 통계 편람)
- WHO 필수 의약품 목록